# Бернеј (Горња Вијена)
Бернеј (фр. Berneuil) насеље је и општина у централној Француској у региону Лимузен, у департману Горња Вијена која припада префектури Белак.
По подацима из 2011. године у општини је живело 423 становника, а густина насељености је износила 16,21 становника/km². Општина се простире на површини од 26,09 km². Налази се на средњој надморској висини од 306 метара (максималној 321 m, а минималној 192 m).

## Демографија
| 1962. | 1968. | 1975. | 1982. | 1990. | 1999. | 2011. |
| ----- | ----- | ----- | ----- | ----- | ----- | ----- |
| 517   | 574   | 484   | 422   | 444   | 430   | 423   |

График промене броја становника у току последњих година